# Leonardo Grosso della Rovere

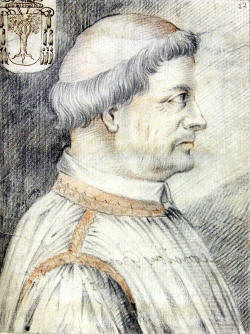

Leonardo Grosso della Rovere (Savona 1464 - Rome 17 september 1520) was een Italiaans kardinaal uit de familie van bisschoppen della Rovere. Hij was bisschop van het Franse Agen van 1487 tot 1519, tot één jaar voor zijn overlijden.

## Familie della Rovere
Della Rovere stamde af uit een familie van Italiaanse adel, die talrijke bisschoppen telde. Hij was achterneef van paus Sixtus IV della Rovere en verwant aan een andere paus della Rovere, paus Julius II. Als 13-jarige kreeg hij dispensatie van Sixtus IV omdat hij, volgens het kerkelijk recht, te jong was om bisschop van Agen te worden. Della Rovere volgde in Agen zijn broer Galeotto op, ondanks zijn jonge leeftijd en gebrek aan priesterwijding. Hij zou nauwelijks in Agen verblijven.

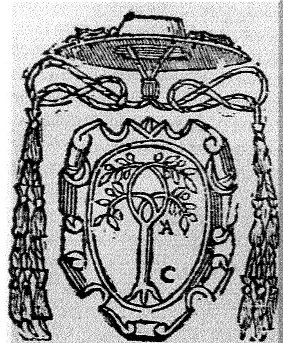
wapenschild als kardinaal

## Kardinaal
Paus Julius II benoemde zijn achterneef della Rovere tot kardinaal in 1505. Als kardinaal had della Rovere achtereenvolgens de Romeinse titelkerken van Santi XII Apostoli (1505), Santa Susanna alle Terme di Diocleziano (1508) en Sint-Pieters-Banden (1517). In het jaar 1517 was hij 5 dagen bisschop van Lucca, waarna hij het bisdom Lucca doorgaf aan een verwante geestelijke della Rovere. Hij ging in diplomatieke dienst voor Julius II en was zo pauselijk gezant in Italiaanse steden en in Parijs. Hij was kort gouverneur van Rome (1510). Vervolgens was hij van 1511-1520 grootpenitentiarus van de Romeinse Curie, de belangrijkste job die hij had in de pauselijke hofhouding tot zijn dood. Hij was kort camerlengo van het College van kardinalen (1512-1513). In 1518 werd hij aartspriester van de basiliek van Santa Maria Maggiore. In 1519 nam hij ontslag als bisschop van Agen en gaf het bisdom door aan nog een verwante geestelijke, Antonio della Roverere.
Hij overleed in 1520 en werd begraven in de Santa Maria Maggiore. Zijn bijnaam was kardinaal van Agen.
- Gemeinsame Normdatei: 1036292975
- International Standard Name Identifier: 0000 0004 0983 3914
- Virtual International Authority File: 303904741